# シュロモ・グリックステイン
シュロモ・グリックステイン（ヘブライ語: שלמה גליקשטיין, Shlomo Glickstein, 1958年1月6日 - ）は、イスラエル・アシュケロン出身の元男子プロテニス選手。1985年の全仏オープン男子ダブルス準優勝者で、当地のテニス選手として史上初の4大大会決勝進出者になった人である。彼はイスラエルにおけるテニスの先駆者として、主に1970年代後半から1980年代にかけて活動した。自己最高ランキングはシングルス22位、ダブルス28位で、単複ともに世界トップ30に入った最初のイスラエル人男子選手になる。ATPツアーではシングルス2勝を挙げ、当地の男子選手として最初のツアータイトルを獲得した。ダブルスの優勝はないが、1985年全仏オープンを含めて7度の準優勝があった。男子テニス国別対抗戦・デビスカップでも1976年-1987年の12年連続で出場し、通算勝利数を含む4部門でチーム歴代1位記録を保持している。
グリックステインの父親は「イスラエル・テニス協会」の青少年育成委員長で、息子のシュロモは10歳からテニスを始めた。シュロモは12歳でイスラエルのナショナル・コーチに才能を認められ、16歳の時にバスケットボールとサッカーを断念してテニスに専念する決心をした。イスラエルでは、18歳から21歳までの3年間イスラエル国防軍への兵役義務がある。この年齢は競技生活を軌道に乗せるための重要な時期と重なるため、当地のスポーツ選手が他国の同年代選手に遅れを取る障壁になるケースが多い。グリックステインは国防軍に入隊した1976年、18歳でデビスカップのイスラエル代表選手に初選出された。彼が代表入りした頃、イスラエル・チームは「ヨーロッパ・ゾーン」の予選よりもさらに下の位置に落ちていたが、彼の加入によりヨーロッパ・ゾーンに定着できるようになった。1978年に父親のモーシェが死去した時、シュロモはコーチに「父の名前に栄誉をもたらすプレーをしたい」と宣言し、プロテニス選手生活に入る決断を下した。
1980年1月、グリックステインはオーストラリア・ホバート大会の決勝戦でロバート・ファントフ（アメリカ、後にリンゼイ・ダベンポートのコーチになった人）を 7-6, 6-4 で破り、イスラエル人選手として最初の男子ツアータイトルを獲得した。半年後のウィンブルドンで、グリックステインは1回戦でラウル・ラミレス（メキシコ）を 4-6, 6-2, 3-6, 7-5, 8-6 で破る勝利を挙げ、最初の国際的な成功を収めた。ラミレスは元世界ランキング4位の実力者だが、この時は世界35位に後退していた。続く2回戦では大会5連覇を目指したビョルン・ボルグに 3-6, 1-6, 5-7 のストレートで敗れた。この2試合の様子を、イスラエルのジャーナリストは彼と同じアシュケロンで育った旧約聖書中の登場人物サムソン（最も力のあった人物）になぞらえたという。1981年の全豪オープンにおいて、グリックステインはイスラエル男子選手として史上初のベスト8進出を決めた。当時の全豪オープンは年末の12月開催で、男子シングルスは64名の選手による6回戦制で行われていた。この準々決勝ではスティーブ・デントン（アメリカ）に 4-6, 6-3, 6-7, 0-6 で敗退する。1982年11月8日付で、彼はシングルス自己最高ランキング「22位」をマークし、当地の選手として史上初の世界トップ30入りを果たした。
1985年の全仏オープン男子ダブルスで、シュロモ・グリックステインはイスラエルのテニス選手として最初の4大大会決勝進出者になった。パートナーはスウェーデンのハンス・シモンソンと組み、準々決勝でアメリカペアのケン・フラック＆ロバート・セグソ組、準決勝でスウェーデンペアのステファン・エドベリ＆アンダース・ヤリード組といった強豪を連破して勝ち進んだ。決勝戦ではオーストラリアのベテランペア、マーク・エドモンドソン＆キム・ウォーウィック組に 3-6, 4-6, 7-6, 3-6 で敗れ、イスラエル男子初の4大大会優勝はならなかった。
グリックステインはデビスカップのイスラエル代表選手を務めた12年間、チームのレベルを引き上げる点で絶大な貢献をした。彼が代表入りした1976年には「ヨーロッパ・ゾーン」下部予選にいたイスラエルは、1981年からヨーロッパ・ゾーンに定着できるようになる。1981年から1983年まではヨーロッパ・ゾーン準決勝で止まったが、1984年にはヨーロッパ・ゾーン決勝へ初進出した。そしてついに、1986年のヨーロッパ・ゾーン決勝でイスラエルはスイスを「4勝1敗」で破り、1987年に世界最上位の「ワールドグループ」初進出を決めた。グリックステインは代表最後の試合として、ワールドグループ準々決勝の対インド戦を戦い、ラメシュ・クリシュナン、ビジャイ・アムリトラジ、アナンド・アムリトラジとの試合をこなした。12年間の代表経歴を通じて、彼は通算勝利数（44勝22敗）・シングルス勝利数（31勝13敗）・ダブルス勝利数（13勝9敗）・最多試合出場数（24）の4部門でチーム歴代1位になった。1989年から1999年までの10年間、彼はデビスカップのイスラエル・チーム代表監督を務めた。
シュロモ・グリックステインは1987年を最後に男子ツアーのシングルス戦から撤退し、1988年から1990年まで断続的にダブルス戦出場があった。引退後は1992年から1996年まで「イスラエル・テニスアカデミー」の会長を務めるなど、後進の育成に携わっている。